# Will Tudor
Will Tudor, celým jménem William James Sibree Tudor (* 11. dubna 1987 Londýn), je britský divadelní a televizní herec. Účinkoval v různých anglických divadlech a pracoval pro BBC i HBO.

## Životopis

### Studium a divadlo
Narodil se do medicínské rodiny, oba jeho rodiče byli lékaři. S hraním začínal ve svých 16 letech, když ztvárnil titulní roli v domácí hře Faustus. Ve studiu se zaměřil nejprve na anglickou literaturu a poté herectví. Studoval na Central School of Speech and Drama Londýnské univerzity a mezi jeho studentskými rolemi byli např. Sky Masterson v muzikálu Sázky z lásky (Guys and Dolls), Demetrius ve Snu noci svatojánské či titulní postava v Richardovi III. V lednu 2011 ještě jako student třetího ročníku dostal příležitost vycestovat s představením Bulgakovova Černého sněhu do Moskevského uměleckého akademického divadla (v roli Bombardova). Na podzim ztvárnil úlohu cizince v muzikálu Soho Cinders, který uvedlo v premiéře 9. října 2011 londýnské Queen's Theatre. Od listopadu 2011 do ledna 2012 v Herefordském divadle Courtyard oživoval jako princ spící krásku v pantomimické inscenaci Šípkové Růženky a tutéž roli ztvárnil také o rok později (od září 2012 do ledna 2013) v Městském divadle v Darlingtonu. V únoru 2012 také vystoupil po boku Jackie Marksové v Lauderdale House.

### Práce pro BBC
V roce 2011 si odnesl zvláštní uznání za vynikající přednes prózy v talentové soutěži rozhlasové stanice BBC Radio Drama o Stipendium Carletona Hobbse a s BBC zůstal v příležitostném spojení i v dalších letech. Účinkoval jako Duncan v rozhlasové hře Single, But Living Together (SBLT), kterou v rámci cyklu Afternoon Drama odvysílala stanice BBC Radio 4 v premiéře 2. června 2011.
V prosinci téhož roku odvysílala televize BBC One k blížícím se 200. narozeninám Charlese Dickense třídílnou historickou minisérii Great Expectations, adaptaci jeho románu Nadějné vyhlídky. Tudor se zde objevil v nepatrné roli Estellina ctitele. Větší epizodní role ho čekala v mýdlové opeře Doctors, která běží na BBC One už od roku 2000. Zahrál si v epizodě nazvané Turn Back Time, která měla jako 9. díl 15. řady premiéru 12. dubna 2013. Děj epizody se mimořádně vracel na začátek 80. let a retrospektivně popisoval první setkání doktorky Emmy Reidové s jejím manželem Samem i další vývoj jejich vztahu až k sňatku. Tudor zde hrál právě mladého Sama, jehož jinak v seriálu ztvárňuje už ve zralém věku Grant Masters.
Dosud poslední příležitost u BBC dostal v šestidílném dramatu In the Club, které připravila BBC One do vysílání od 5. srpna 2014. Natáčení probíhalo od ledna téhož roku v Leedsu a okolí. Minisérie sleduje příběhy šesti párů, které v průběhu těhotenství dochází do rodičovského kurzu. Jasmin Sidhwa je jednou z nastávajících matek, jež si není jista, zda je otcem dítěte manžel Dev, nebo její expřítel Jack Moorhouse – v podání Willa Tudora. V září 2014 bylo ohlášeno pokračování druhou sérií, jejíž natáčení se mělo uskutečnit v roce 2015 opět v Leedsu. Možný výskyt Tudorovy postavy však nebyl potvrzen ani vyvrácen.

### Hra o trůnya další
Nejširší známosti dosáhl, když se připojil k představitelům výpravného fantasy seriálu Hra o trůny v produkci HBO. Ačkoli seriál vznikl podle knižní série George R. R. Martina, Tudorova postava Olyvar Frey byla nově připsána jen do seriálu. Jde o gay prostituta a špióna, který pracuje pro lorda Petyra „Malíčka“ Baeliše (Aidan Gillen). Objevil se poprvé v 5. díle 3. řady „Políbený ohněm“, kdy v explicitní scéně svedl Sera Lorase (Finn Jones), aby pro svého pána získal cennou informaci o Lorasově zamýšleném sňatku s Lady Sansou. Ve 4. řadě pak vede Baelišův nevěstinec, kde v 1. díle „Dva meče“ uvítá přišetšího prince Oberyna Martella z Dornu (Pedro Pascal) s jeho milenkou Elarií Písek (Indira Varma)  a v 3. díle „Zbaveni okovů“ znovu hostí tuto dvojici, když si s Oberynem přijde promluvit Tywin Lannister (Charles Dance). Na londýnském setkání s fanoušky London Film and Comic Con v červenci 2014 Tudor prozradil, že se jeho postava má objevit i v 5. řadě seriálu.
S kolegy ze seriálu, Iainem Glenem a Debrou Wingerovou se setkal také v květnu 2014 při marockém natáčení dvoudílné minisérie The Red Tent. Šlo o adaptaci knižního bestselleru Anity Diamantové z roku 1997, pod režijním vedením Rogera Younga a v produkci Sony Pictures. Středem příběhu je jedna z okrajových biblických postav – Dína (Rebecca Fergusonová), dcera Jákoba (Iain Glen) a Ley (Minnie Driver), a Tudor zde ztvárnil jejího bratra Josefa. Tvorba minisérie se připravovala od roku 2011 pro americký televizní kanál Lifetime. Recenzentka The Hollywood Reporter Allison Keeneová kritizovala Tudorovu roli jako příklad problematického obsazení bílého modrookého blonďatého Angličana do kladné postavy v kontrastu k obsazení osmahlých cizinců do rolí méně prominentních nebo záporných.
Následovala britsko-americká koprodukční minisérie televizních společností Channel 4 a AMC nazvaná prostě Humans. Osmidílná sci-fi odehrávající se v paralelním světě vznikla adaptací švédského seriálu Äkta människor (Real Humans) z roku 2012. Herečka Katherine Parkinsonová, známá z Ajťáků, a Tom Goodman-Hill z Pana Selfridge zde ztvárnili pár, který si do domácnosti pořídil inteligentního robota „syntha“ v podání Gemmy Chanové. Tudorova robotická postava Odi se vyskytuje v šesti dílech. Seriál se vysílal od poloviny června 2015. V květnu 2016 bylo oznámeno, že se Tudor zúčastní natáčení dalších dílů i pro druhou řadu, připravovanou k vysílání ještě týž rok. Tak se i stalo.
Mezitím pracoval na čtvrté, závěrečné řadě seriálu Pan Selfridge, která šla do vysílání televize ITV od ledna 2016. V ní ztvárnil postavu Franka Whitelyho, který obchodníkovi Selfridgeovi prodá obchodní dům Whiteley's.

### Účinkování ve filmu
Od roku 2014 se začal objevovat i na filmovém plátně. První příležitostí byla role staršího morojského studenta ve Vampire Academy: Blood Sisters, americké filmové adaptaci knižní série Vampýrská akademie. Natáčení probíhalo od května do července 2013. Ještě předtím, na přelomu března a dubna 2013 natáčel v Dorsetu a Londýně režisér a scenárista Matthew Hammett Knott svůj celovečerní debut Bonobo. Šlo o nízkorozpočtovou černou komedii o upjaté rozvedené matce, hledající svou dceru, která utekla z místa na prestižní univerzitě k pochybné komunitě hipíků, vyznávajících principy chování šimpanzů bonobo. Will Tudor si ve snímku zahrál roli Tobyho.
Po snímku Tomorrow režisérky Marthy Pinson o zapojování veterána z Afghánistánu do společnosti, v němž hrál Tristana, se Tudor v prosinci 2016 zúčastnil natáčení filmu režisérky a scenáristky Ammy Asante Where Hands Touch o rasově smíšeném vztahu důstojníka SS s černošskou dívkou.

## Filmografie

### Film
| Rok  | Název           | Postava | Poznámka |
| ---- | --------------- | ------- | -------- |
| 2014 | Vampire Academy | student |          |
| 2014 | Bonobo          | Toby    |          |
| 2019 | Tomorrow        | Tristan |          |

### Televize
| Rok       | Název          | Postava                                             | Poznámka                                                             |
| --------- | -------------- | --------------------------------------------------- | -------------------------------------------------------------------- |
| 2013–2015 | Hra o trůny    | Olyvar                                              | v 3. řadě (5. díl), 4. řadě (1. a 3. díl), 5. řadě (1., 3. a 4. díl) |
| 2014      | Červený stan   | Josef                                               | dvoudílná minisérie                                                  |
| 2014      | In the Club    | Jack Moorhouse                                      | šestidílná minisérie                                                 |
| 2015      | Humans         | Odi                                                 | v 1. i 2. řadě                                                       |
| 2016      | Pan Selfridge  | Frank Whitely / Henry Whiteley                      | ve 4. řadě (1., 4., 7. a 8. díl)                                     |
| 2017–2018 | Shadowhunters  | Sebastian Verlac / Jonathan Christopher Morgenstern | vedlejší role, 11 dílů                                               |
| 2018      | Torvill & Dean | Christopher Dean                                    | TV film                                                              |